# Fire (film 1996)
Fire (dall'inglese "fuoco") è un film del 1996 diretto da Deepa Mehta, con musiche composte da A. R. Rahman.
È il primo film della trilogia degli elementi che comprende Earth (1998) e Water - Il coraggio di amare (2005).
Centrato sulla condizione della donna in India e sul lesbismo, il film ha riscosso un certo successo ed è stato accompagnato da polemiche da parte di alcuni gruppi induisti e vietato in alcuni paesi musulmani (Pakistan e Malaysia)

## Trama
Radha e Sita sono due cognate che vivono nella stessa casa, a Nuova Delhi, all'interno di una famiglia indiana tradizionalista.
Soffocate dalla famiglia, le due donne si libereranno grazie all'amore che nasce tra loro.
Il "fuoco" del titolo allude sia alla passione che si accende tra le protagoniste che alla pira in cui si immolavano le vedove indiane fino ad alcuni decenni fa, nel sacrificio della "sati".

## Altri dati
- Distributore: New Yorker Video
- Data della prima proiezione: 6 settembre 1996 (Toronto Film Festival)